# Hypseochloa cameroonensis
Espèce
Statut de conservation UICN

 VU D2 : Vulnérable
Hypseochloa cameroonensis est une espèce de plantes monocotylédones de la famille des Poaceae, sous-famille des Pooideae, endémique du Cameroun.
Cette espèce a été décrite par le botaniste britannique Charles Edward Hubbard et publiée pour la première fois dans Flora of West Tropical Africa (Hutchinson, John & J.M. Dalziel) en 1936.

## Distribution et habitat
Hypseochloa cameroonensis est une espèce endémique du mont Cameroun, où elle n'a été collectée que six fois. C'est sans doute l'espèce de graminée la plus rare et la plus strictement endémique du mont Cameroun.
Elle se rencontre dans les prairies de montagne entre 2100 et 2800 mètres d'altitude.
L'espèce est classé sur la liste rouge des espèces menacées de l'Union internationale pour la conservation de la nature (UICN) comme vulnérable (VU) catégorie D2 (c'est-à-dire « population ayant une aire de répartition très restreinte (généralement moins de 20 km2) ou un nombre de stations très limité (généralement cinq ou moins) de sorte qu'elle est soumise aux effets des activités humaines ou d'événements aléatoires dans un avenir incertain, et est donc susceptible de se trouver en danger critique d'extinction à bref délai »).

## Description
Hypseochloa cameroonensis est une plante herbacée annuelle, aux tiges (chaumes) dressées ou géniculées ascendantes de 20 à 30 cm de long. Les feuilles ont un limbe linéaire, plat ou enroulé de 2,5 à 9 cm de long sur 0,5 à 1 mm de large et présentent une ligule membraneuse de 2,5 mm de long.
L'inflorescence est une panicule ouverte, de forme ovale, de 4 à 9 cm de long.
Elle est composée d'épillets solitaires, pédicellés, à pédicelle filiforme.
Les épillets, elliptiques, comprimés latéralement, longs de 3 mm, comprennent un fleuron fertile, avec une extension du rachillet nue. Il se désarticulent à maturité sous chaque fleuron.
Ils sont sous-tendus par deux glumes similaires de 3 mm de long, dépassant l'apex des fleurons.
Les fleurons fertiles sont sous-tendus par une lemme oblongue, coriace, de 2 à 2,5 mm de long. Cette lemme est aristée et présente une arête géniculée de 4 à 6 mm de long insérée dorsalement. La paléole, plus courte (0,8 fois la longueur de la lemme) est étroitement ailée. Les fleurons présentent 2 lodicules lancéolés de 1 mm de long et trois anthères de 0,2 à 0,3 mm de long.
Le fruit est un caryopse oblong de 1,3 mm de long, au péricarpe adhérent et présentant un hile punctiforme..